# Кринички (Луганская область)
Кринички (укр. Кринички) — село, относится к Старобельскому району Луганской области Украины.
Население по переписи 2001 года составляло 78 человек. Почтовый индекс — 92711. Телефонный код — 6461. Занимает площадь 0,239 км². Код КОАТУУ — 4425181002.

## Местный совет
92711, Луганська обл., Старобільський р-н, с. Калмиківка, вул. Аграрна, 19 (укр.)